# Nyssus avidus
Nyssus avidus là một loài nhện trong họ Corinnidae. Chúng được Tord Tamerlan Teodor Thorell miêu tả năm 1881.